# Nick de Firmian
Nicholas Ernest de Firmian, más conocido como Nick de Firmian (Fresno, 26 de julio de 1957), es un jugador de ajedrez estadounidense, que tiene el título de Gran Maestro desde 1985. Es también escritor de ajedrez, reconocido por su participación en las ediciones 13.ª a 15.ª del tratado de aperturas Modern Chess Openings.
Graduado en Física por la Universidad de California en Berkeley, De Firmian fue fundador de Prochess, una asociación de Grandes Maestros dedicada a promocionar el ajedrez en los Estados Unidos. Reside en Dinamarca con su esposa, Christine, que es también jugadora de ajedrez y exmiembro del equipo nacional de ajedrez de Dinamarca. En la lista de Elo de la Federación Internacional de Ajedrez (FIDE) de octubre de 2014, tenía un Elo de 2505 puntos, lo que hacía el jugador número 32 (en activo) de Estados Unidos. Su máximo Elo fue de 2610 puntos, en la lista de enero de 1999 (posición 62 en el ranking mundial).

## Resultados destacados en competición
De Firmian ha ganado tres veces el Campeonato de los Estados Unidos, en 1987 (ex aequo con Joel Benjamin), 1995, y 1998. También empató en el primer lugar en 2002, pero Larry Christiansen ganó el desempate. Ha representado a los Estados Unidos en varios torneos interzonales, y también a nivel de equipos en las Olimpiadas de ajedrez de 1980, 1984, 1986, 1988, 1990, 1996, 1998 y 2000. De Firmian obtuvo el título de Maestro Internacional en 1979 y el de Gran Maestro en 1985. Ganó el Campeonato abierto de Canadá en 1983 y en 1986 el World Open (con un primer premio de 21 000 $, en ese momento un récord para un torneo por el sistema suizo).

## Escritor de ajedrez
De Firmian es un reputado experto en aperturas y en 1990 revisó la 13.ª edición (MCO-13) de Modern Chess Openings. En 1999 escribió la 14,ª edición (MCO-14) que, junto con Nunn Chess Openings (NCO), es considerada una obra de referencia de ajedrez en inglés. También colaboró en la preparación del libro de aperturas para el ordenador de IBM, Deep Blue, en su exitoso encuentro de 1997 contra Gary Kasparov. En 2006 revisó y amplió el libro clásico (de 1921) Fundamentos del ajedrez, de Raúl Capablanca. Esta edición fue severamente criticada por el historiador del ajedrez Edward Winter, quien dijo que De Firmian había «destruido» el libro cambiando los textos de Capablanca, eliminando partidas incluidas en ediciones anteriores y añadiendo otras no jugadas por Capablanca. De Firmian también escribió la 15.ª edición de Modern Chess Openings, publicada en abril de 2008.
Entre sus obras publicadas, se encuentran:
- Nick de Firmian; Korn, Walter (1990). Modern Chess Openings (13.ª edición). A. & C. Black.
- — (1999). Modern Chess Openings (14.ª edición). Random House. ISBN 0-8129-3084-3.
- —; Fedorowicz, John (2004). The English Attack. Sterling. ISBN 978-0-945806-14-1.
- José Capablanca; Nick de Firmian (2006) [1921]. Chess Fundamentals (Completely Revised and Updated for the 21st Century). Random House. ISBN 0-8129-3681-7.
- — (2008). Modern Chess Openings (15.ª edición). Random House.